# 法政大学体育会サッカー部
法政大学体育会サッカー部（ほうせいだいがく たいいくかいサッカーぶ、 英語: Hosei University Football Club）は、東京都町田市にある法政大学のサッカークラブである。

## 歴史
大学令の施行によって大学に昇格した2年後の1922年（大正11年）に、「学友会ア蹴球部」として創設された。
1924年、ア式蹴球東京コレッヂリーグ（現：関東大学サッカーリーグ戦 ）が創設され、東京帝国大学、早稲田大学、東京商科大学、東京高師、慶應義塾大学、東京農業大学の5校と共に同リーグの1部に入り、同年は3位に入賞した。
天皇杯 JFA 全日本サッカー選手権大会には1927年の第7回大会が初出場となり、1929年の第9回大会では慶應義塾などを破り決勝に進出。決勝は関学クラブに敗れたが、準優勝の成績を残した。
1955年より立命館大学との定期戦が開始された。
1959年、第8回全国大学サッカー選手権大会（インカレ）で準優勝。1970年、第19回全国大学サッカー選手権大会で初優勝を果たした。1973年、関東大学リーグ戦1部で初優勝した。1977年、総理大臣杯全日本大学サッカートーナメントで初優勝した。
2014年6月に開催された総理大臣杯で準優勝。また、同年の関東大学リーグ2部で優勝し、2015年の関東大学リーグ1部への復帰が決まった。
2017年、総理大臣杯優勝。第66回全日本大学サッカー選手権大会準優勝。2018年の第67回全日本大学サッカー選手権大会では昨年に続いて決勝に進出すると、1-0で駒澤大学を下し、1976年以来42年振りに優勝を果たした。
2019年、13年ぶりの出場となった天皇杯 JFA 第99回全日本サッカー選手権大会2回戦でJ2・東京ヴェルディに、3回戦でJ1・ガンバ大阪にそれぞれ勝利した。総理大臣杯は2年ぶりに決勝に進出したが、明治大学に敗れて準優勝となった。

## 戦績
凡例
- 太字はリーグ、カップ戦優勝
- 表中の略記・着色セルの内訳は以下の通り

| リーグ、カップ戦優勝 | リーグ、カップ戦準優勝 | リーグ、カップ戦3位 |
| 年度 | 所属    | 順位 | 勝点 | 試合 | 勝 | 分 | 敗 | 得点 | 失点 | 得失 | アミノ杯   | 総理大臣杯 | インカレ   | 監督     |
| 2007 | 関東1部 | 3位  | 41   | 22   | 13 | 2  | 7  | 41   | 26   | 15   | -          | ベスト4    | 準優勝     | 川勝良一 |
| 2008 | 関東1部 | 7位  | 32   | 22   | 10 | 2  | 10 | 34   | 39   | -5   | -          | -          | -          | 川勝良一 |
| 2009 | 関東1部 | 10位 | 21   | 22   | 7  | 3  | 12 | 30   | 39   | -9   | -          | -          | -          | 川勝良一 |
| 2010 | 関東1部 | 11位 | 19   | 22   | 5  | 4  | 13 | 30   | 46   | -16  | -          | -          | -          | 水沼貴史 |
| 2011 | 関東2部 | 4位  | 39   | 22   | 12 | 3  | 7  | 49   | 27   | 22   | -          | -          | -          | 大石和孝 |
| 2012 | 関東2部 | 3位  | 34   | 22   | 10 | 4  | 8  | 51   | 36   | 15   | 一回戦敗退 | -          | -          | 大石和孝 |
| 2013 | 関東2部 | 7位  | 29   | 22   | 8  | 5  | 9  | 40   | 39   | 1    | 5位        | 二回戦敗退 | -          | 大石和孝 |
| 2014 | 関東2部 | 優勝 | 44   | 22   | 13 | 5  | 4  | 41   | 22   | 19   | 6位        | 準優勝     | -          | 長山一也 |
| 2015 | 関東1部 | 7位  | 30   | 22   | 9  | 3  | 10 | 29   | 30   | -1   | 4位        | ベスト8    | -          | 長山一也 |
| 2016 | 関東1部 | 5位  | 31   | 22   | 9  | 4  | 9  | 34   | 29   | 5    | 一回戦敗退 | -          | 二回戦敗退 | 長山一也 |
| 2017 | 関東1部 | 5位  | 31   | 22   | 9  | 4  | 9  | 36   | 35   | 1    | 4位        | 優勝       | 準優勝     | 長山一也 |
| 2018 | 関東1部 | 3位  | 36   | 22   | 10 | 6  | 6  | 34   | 25   | 9    | 優勝       | 二回戦敗退 | 優勝       | 長山一也 |
| 2019 | 関東1部 | 4位  | 35   | 22   | 10 | 5  | 7  | 29   | 21   | 8    | 6位        | 準優勝     | ベスト8    | 長山一也 |
| 2020 | 関東1部 | 4位  | 37   | 22   | 10 | 7  | 5  | 42   | 30   | 12   | ベスト8    | -          | -          | 長山一也 |
| 2021 | 関東1部 | 4位  | 32   | 22   | 9  | 5  | 8  | 39   | 34   | 5    | 準優勝     | 優勝       | 二回戦敗退 | 長山一也 |
| 2022 | 関東1部 | 5位  | 36   | 22   | 10 | 6  | 6  | 33   | 32   | 1    | 4位        | 一回戦敗退 | 二回戦敗退 | 井上平   |
| 2023 | 関東1部 | 12位 | 14   | 22   | 2  | 8  | 12 | 30   | 49   | -19  | 6位        | ベスト4    | -          | 井上平   |
| 2024 | 関東2部 | 4位  | 36   | 22   | 11 | 3  | 8  | 42   | 28   | 14   | -          | -          | -          | 井上平   |

注釈
1. ↑  新型コロナウイルスの感染拡大に伴い、開催中止となった。両大会の中止を受け、特例大会として#atarimaeni CUPが開催された。

## 主な成績
- 天皇杯 JFA 全日本サッカー選手権大会
  - 準優勝：1回（1929）
- 全日本大学サッカー選手権大会
  - 優勝：3回（1970, 1976, 2018）
  - 準優勝：9回（1959, 1960, 1973, 1975, 1977, 1978, 1979, 2007,2017）
- 総理大臣杯全日本大学サッカートーナメント
  - 優勝：5回（1977, 1980, 1982, 2017,2021）
  - 準優勝：5回（1978, 1997, 2000, 2014, 2019）
- アミノバイタルカップ
  - 優勝：1回（2018）
- 関東大学サッカーリーグ戦1部
  - 優勝：3回（1973, 1977, 1979）
  - 準優勝：5回（1926, 1969, 1974, 1975, 2005）
- 東京都サッカートーナメント（兼天皇杯東京都予選）
  - 優勝：2回（2001, 2006）

## 出身者
| 1929年度卒 - 西川潤之 1968年度卒 - 近江友介 1969年度卒 - 上田忠彦 1972年度卒 - 清雲栄純 - 平田生雄 1973年度卒 - 斉藤和夫 1974年度卒 - 横谷政樹 1976年度卒 - 前田秀樹 - 永尾昇 - 清水秀彦 1977年度卒 - 中村一義 - 坪田和美 - 勝俣進 1978年度卒 - 楚輪博 1979年度卒 - 菅又哲男 - 保坂不二夫 - 吉田弘 1980年度卒 - 川勝良一 - 加藤正明 1982年度卒 - 水沼貴史 1984年度卒 - 中野雄二 1985年度卒 - 沢入重雄 - 佐野達 | 1986年度卒 - 久保山雅彦 - 藤川久孝 - 大塚一朗 - 楠瀬直木 1992年度卒 - 稲垣博行 - 古賀正人 - 伊藤哲也 1996年度卒 - 赤池保幸 2001年度卒 - 柳沢将之 2002年度卒 - 中村元 2003年度卒 - 長山一也 2004年度卒 - 秋本倫孝 2005年度卒 - 田森大己 - 井上平 - 谷田悠介 2006年度卒 - 雑賀友洋 - 吉田正樹 | 2007年度卒 - 稲葉久人 - 市川雅彦 - 土岐田洸平 - 向慎一 - 菊岡拓朗 - 本田拓也 2008年度卒 - 辻正男 - 江崎一仁 - 山本孝平 - 福田俊介 2009年度卒 - 富井英司 - 阿部拓馬 - 若田和樹 - 渡邉三城 2011年度卒 - 浅田大樹 - 鈴木孝司 2012年度卒 - 平智広 - 友澤剛気 - 真野亮二 2013年度卒 - 松本大輝 - 森保翔平 2014年度卒 - 三田尚希 - 相馬将夏 - 星雄次 - 宗近慧 - 山口廉史 | 2015年度卒 - 青島拓馬 - 白石智之 - 田代雅也 - 富澤雅也 - 西室隆規 2016年度卒 - 永戸勝也 - 山田将之 2017年度卒 - 武藤友樹 2018年度卒 - 黒﨑隼人 - ディサロ燦シルヴァーノ - 長倉颯 - 吉田舜 2019年卒 - 上田綺世（中途退部） - 大西遼太郎 - 紺野和也 - 下澤悠太 - 末木裕也 - 橋本陸 - 松澤彰 - 森俊貴 2020年卒 - 城和隼颯 - 関口正大 - 高木友也 - 中野小次郎 - 長谷川元希 - 平山駿 - 宮部大己 - 森岡陸 | 2021年度卒 - 飯島陸 - 佐藤大樹 - 田中和樹 - 田部井涼 - 中井崇仁 - 松井蓮之 - 蓑田広大 - 宮本優 - 安光将作 2022年度卒 - 落合毅人 - 近藤壱成 - 佐野陸人 - 白井陽貴 - 高嶋修也 - 萩野滉大 - 堀江貴大 - 若林龍 - 伊藤綾汰 - 大塚尋人 2023年度卒 - 中川真 - モヨ・マルコム強志 - 今野息吹 - 髙橋馨希 - 渡邉綾平 - 吉尾虹樹 - 細谷航平 - 久保征一郎 2024年度卒 - 溝口駿 - 青木俊輔 - 中川敦瑛 - 竹内豊 - 石井稜真 - 中村翼 |